# هاروكا
هاروكا هي مغنية يابانية، وكاتبة الاغاني وعازفة الجيتار. ولدت ونشأت في طوكيو، وأنها بدأت الاستماع إلى موسيقى الروك في بلدها صغار سنوات في المدرسة الثانوية، وقررت أن تصبح موسيقيا. وقالت إنها صدرت لها أول واحد «Muneni كيبو وو» (إبقاء الأمل في قلبك) في عام 2008 تحت كبرى تسمية المهر كانيون. واستخدمت الأغنية كما فتح موضوع أنيمي التنين الأزرق. في مارس 2008، صدر لها انها الثاني واحد «Kimino Mikata فقط» (على الجانب الخاص بك). بعد بعض الخلافات مع التسمية لها عنها تأليف الأغاني والأنماط الموسيقية، وقالت انها قررت إنهاء العقد مع التسمية.> وبعد صمت من 5 سنوات، عادت إلى صناعة الموسيقى في عام 2013 تحت بلدها اضطراب نادي التسمية، والإفراج عن مصغرة ألبوم «تراتيل لروحي». يوم 29 أكتوبر عام 2014، لها أول ألبوم كامل طول «أناشيد» قد أفرج عنه. وبعد أن قضى عدة سنوات صباها في أستراليا، وقالت انها بطلاقة في اللغة الإنجليزية. كما تتحدث الفرنسية وتجيب بعض المقابلات باللغة الفرنسية.
في أكتوبر عام 2014، وقالت انها أول حفل لها في أوروبا في لMondocon المعرض الذي عقد في بودابست، المجر. وجاء ما يقرب من 2000 شخص لرؤية المعرض لها.
قبل اطلاق سراحها 1 واحد «Muneni كيبو التعليم الجامعي» في سن ال 19، وقالت انها عملت شاعر غنائي عندما كان عمرها 16. وكتبت كلمات ل2 الأغاني في واحدة من 1 عينا، وهو أيضا المطربة الياباني.

## روابط خارجية
- هاروكا على موقع ميوزك برينز (الإنجليزية)
- هاروكا على موقع ديسكوغز (الإنجليزية)